# FARA 83
Das FARA 83 ist ein argentinisches Sturmgewehr von FMAP.

## Geschichte
Anfang der 1980er Jahre wurde FMAP vom DGFM angewiesen, ein Sturmgewehr im Kaliber 5,56 × 45 mm NATO zu entwickeln, um das alternde FMAP FSL – eine Lizenzversion des FN FAL – bei den argentinischen Streitkräften zu ersetzen. Im Jahr 1983 war die Entwicklung abgeschlossen, allerdings dauerte es bis 1986, bis die Gewehre produziert und ausgeliefert wurden. Nach nur etwa 1200 ausgelieferten Gewehren wurde die Produktion jedoch bereits wieder eingestellt, weil der Falklandkrieg Argentinien finanziell auszehrte. Nach dem Sturz der Militärjunta wurde die Produktion des FARA 83 langsam wieder aufgenommen, bis sie im Jahre 1990 endgültig gestoppt wurde. Das ursprüngliche Ziel, das FMAP FSL vollständig zu ersetzen, wurde verfehlt; das FARA 83 hat innerhalb der argentinischen Streitkräfte nur geringe Verbreitung gefunden.

## Technik
Das FARA 83 ist ein Gasdrucklader mit Drehkopfverschluss. Die Waffe ist außerdem mit einem Ventil versehen, um Gewehrgranaten zu verschießen. Die Abzugsgruppe bietet dem Schützen die Wahl zwischen Einzelfeuer und Dauerfeuer. Der Schaft ist aus Polymeren hergestellt und ist anklappbar.